# Banja vas
Banja vas (nemško Pfannsdorf) je naselje v Občini Žitara vas v Okraju Velikovec na Koroškem v Avstriji.